# Архилоскало
Архилоска́ло (груз. არხილოსკალო) — село в Грузии. Находится в восточной Грузии, в Дедоплисцкаройском муниципалитете края Кахетия. Является центром сельской общины (села Архилоскало и Самтацкаро). Расположено на Ширакской равнине, на высоте 700 метров над уровнем моря. Расстояние до Дедоплис-Цкаро — 35 км.
В селе имеются средняя школа и полицейский участок.
По результатам переписи 2014 года в селе проживало 980 человек. Из них 99,1 % грузины, 0,9 % прочие национальности.
Архилоскало является климатическим курортом местного значения. В селе также были обнаружены могильники, датирующиеся I веком до нашей эры, что свидетельствует о развитии культуры и экономики Алазанской долины в те времена.
Село принадлежит к Хорнабуджской и Эретской Епархии Грузинской православной церкви. В 2010 году в Архилоскало было запланировано возведение храма для жителей трех окрестных сел, но строительство было прервано. Причиной было названо отсутствие финансов, так как храм строился на пожертвования местных жителей.